# 青木一興
青木 一興（あおき かずおき）は、江戸時代後期の大名。摂津国麻田藩の第12代藩主。官位は従五位下・美濃守。

## 略歴
文政5年（1822年）、10代藩主・青木一貞の六男として誕生した。
弘化4年（1847年）11月23日、兄で11代藩主の重龍の養子となり家督を譲られた。同年12月16日、従五位・下美濃守に叙任する。しかし、藩主に就任してからわずか2年後の嘉永2年（1849年）、重龍に先立って死去した。享年28。
一興の死後、豊前国中津藩5代藩主・奥平昌高の十二男・一咸が養子に迎えられ、家督を継いだ。